# Bartlettia scaposa
Bartlettia scaposa là một loài thực vật có hoa trong họ Cúc. Loài này được A.Gray mô tả khoa học đầu tiên năm 1855. known commonly as the Bartlett daisy.